# 色覚
色覚(しきかく, 英: color vision)とは、光のスペクトルによっておこる視覚の質的差をいう。光の強さ、時間、面積、順応状態などにも依存する。色彩として識別する。

## 概要
色覚を生じるにはある程度以上の光の強さが必要で、それを色覚閾(いき)という。一般的に夜行性の動物には色覚がない。
脊椎動物では網膜の視細胞のうち、波長の感受性の異なる複数の種類の錐体細胞が反応し、それらの割合が大脳皮質の視覚中枢に伝わり認知される。
ヒトは網膜中心部で錐体細胞の密度が高く、可視光の波長が約400nm～800nmで、長い側の波長の光（赤～黄～緑）に感度の高いL錐体、短い側（青～紫）に感度の高いS錐体、それらの間（緑～青）に感度の高いM錐体の3種類があり、3色型色覚である。単色光の波長による色の違い及び、複数の単色光をいろいろな割合で混ぜると混色が得られるが、波長の長い順に赤（Red）、緑（Green）、青（Blue）の単色光3色（RGB）から任意の光色を作る事ができ、またそれらは他の色から加法混色で作る事ができないので、光の三原色と呼ばれる。黄色が赤と緑の混色なのかあるいはそれらの間の波長の単色光なのかは識別できないが、赤と青の混色の紫と、それらの間の波長の緑等の単色光とはM錐体により別の色と認識する。しかしL錐体は短い波長にも感度があるため、青より更に波長の短い単色光も紫に見える。光の三原色うちのそれぞれ2色の間を混色のグラデーションでつないだ閉曲線が、純色の色相を図示した色相環である。
また、背景色の違いによって別の色に見えたり、残像による補色が見えたりする。カラードットマトリクスディスプレイのように、色の異なる視力より小さい微小な点が隣接していたり、2色が交互に高速で切り替わったりすると、それらの混色に見える。
通常の写真や実写映像（動画像）は、被写体撮影時の光を再現しているわけではなく、人にとって同じように見えるように三原色など少数の色を合成しているので、人と色覚の違いが大きく特に人より色覚が優れた動物には実物と同じに見えない。

## 波長

明所視の分光視感効率関数の曲線グラフ

| sRGB rendering of the spectrum of visible light | sRGB rendering of the spectrum of visible light | sRGB rendering of the spectrum of visible light | sRGB rendering of the spectrum of visible light |
| 色                                              | 波長                                            | 周波数                                          | 光子1個のエネルギー                             |
| ----------------------------------------------- | ----------------------------------------------- | ----------------------------------------------- | ----------------------------------------------- |
| 紫                                              | 380-450 nm                                      | 680-790 THz                                     | 2.95-3.10 eV                                    |
| 青                                              | 450-485 nm                                      | 620-680 THz                                     | 2.64-2.75 eV                                    |
| 水色                                            | 485-500 nm                                      | 600-620 THz                                     | 2.48-2.52 eV                                    |
| 緑                                              | 500-565 nm                                      | 530-600 THz                                     | 2.25-2.34 eV                                    |
| 黄色                                            | 565-590 nm                                      | 510-530 THz                                     | 2.10-2.17 eV                                    |
| 橙色                                            | 590-625 nm                                      | 480-510 THz                                     | 2.00-2.10 eV                                    |
| 赤                                              | 625-780 nm                                      | 405-480 THz                                     | 1.65-2.00 eV                                    |

### 可視光のスペクトル色
アイザック・ニュートンは、白色光がプリズムを通過すると様々な色に分離し、別のプリズムを通過して再び1つに集めると白色光に戻ることを発見した。
可視光のスペクトルの範囲は約380～740 nmである。この範囲には、赤、橙、黄色、緑、シアン、青、紫などのスペクトル色がある。これらのスペクトル色は単一の波長を指すのではなく、ある程度の波長幅を持つ。赤: 約625 ～ 740 nm、橙: 約590 ～ 625 nm、黄色: 約565 ～ 590 nm、緑: 約500 ～ 565 nm、シアン: 約485 ～ 500 nm、青: 約450 ～ 485 nm、紫: 約380 ～ 450 nmである。
この範囲より長い波長は赤外線、短い波長は紫外線と呼ばれる。人は赤外線や紫外線を見ることができないが、動物によっては見えるものもいる。

### 色弁別
波長に十分な差があると、知覚される色相にも違いが生じる。
2つの色を見比べて、違いを見分けられることを色弁別という。青緑と黄色の波長では、わずか1 nmの波長差で異なる色に見分けることができるが、より長い波長の赤やより短い波長の青などでは、波長が10 nm違っても同じ色に見える、ということがある。人間の目は数百の色相を識別できるが、さらにスペクトル色を白色光で薄めたりすれば、識別可能な色の数ははるかに多くなる。

### 明所視 / 暗所視 / 薄明視
ヒトの目の網膜には、光量の高いレベルで働く錐体細胞と、光量の低いレベルで働く高感度の桿体細胞という、2種類の視細胞がある。光量が充分にある状況では、錐体のみが働き、桿体は視覚に寄与しない。このような明るいレベルでの視覚の状態を明所視（めいしょし, 英: photopic vision）と呼ぶ。一方、桿体のみが働く暗いレベルでの視覚の状態を暗所視（あんしょし, 英: scotopic vision）と呼ぶ。明所視と暗所視の中間の、錐体も桿体も働くような光量レベルでの視覚の状態は薄明視（はくめいし, 英: mesopic vision）と呼ぶ。薄明視と明所視では色による相対的な明るさが変わることが知られており、プルキンエ現象と呼ばれている。

### スペクトル色以外の色感覚
人は、スペクトル色には含まれていない色も感じる。
白、灰色、黒といった色みのあざやかさを持たない色を無彩色というが、無彩色は混色によって生じる。白という色感覚は、可視光の連続スペクトルによって生じる。また、錐体の種類が少ない動物ではいくつかの波長の光の混色よっても生じる。人の場合、白色光は赤、緑、青といった波長の組み合わせで生じたり、あるいは青と黄色といった補色の組み合わせでも生じる。
また、赤紫（マゼンタ）の色相はスペクトル色には存在しない色相である。光のスペクトルの両端にある紫と赤の混色によって生じる。

## 色覚型の分類

### 2色型色覚
2色型色覚（2しょくがたしきかく）とは、錐体細胞を2種類持つ色覚能力のことである。三色覚と比較して、3つのうちどれかがない（あるいは充分に機能していない）ため、何らかの色の識別ができなかったり、苦手であったりする。
一般にヒト以外の多くの哺乳類（イヌやネコなど）が持つ色覚であり、ヒトの三色覚より色の区別が苦手なものの、ある程度の判別は可能である。また、ヒトでも二色型色覚が存在する。多くは先天性であり、これらは色覚異常とされる。

### 3色型色覚
3色型色覚（3しょくがたしきかく）とは、色情報を伝えるために3つの独立したチャンネルを持つ状況をいう。
ほとんどのヒトはS・M・Lの3つの錐体細胞を持つことにより、3色型色覚である。S、M、Lのいずれかの錐体細胞が欠如すると色覚異常となる。

### 4色型色覚
4色型色覚（4しょくがたしきかく）とは、色情報を伝えるために4つの独立したチャンネルを持つことをいう。4色型色覚を備えた生物については、任意の光に対して同じ知覚影響を与える4つの異なる純粋なスペクトルの光の混合色を作ることができる。4色型色覚の脊椎動物は、網膜が異なる吸収スペクトルを備えた4種類の錐体細胞を含む。

#### 生物の4色型色覚
甲殻類、昆虫、爬虫類や鳥類などは、4色型色覚をもつと考えられている。これらの生物は、ヒトでいうL錐体、M錐体、S錐体のほかに、波長300～330ナノメートルの紫外線光を感知できる錐体細胞を持つ。ただし、現在の爬虫類は3色型や2色型、または色覚を持たないものもある。
紫外線を感知することで、花や体毛の模様などを識別している可能性が指摘されている。

#### ヒトにおける4色型色覚
ヒトを含む旧世界のサル目（狭鼻下目）の祖先は、約3,000万年前、X染色体に新たな長波長タイプの錐体視物質の遺伝子が出現し、X染色体を2本持つメスのみの一部が3色型色覚を有するようになり、さらにヘテロ接合体のメスにおいて相同組換えによる遺伝子重複の変異を起こして同一のX染色体上に2タイプの錐体視物質の遺伝子が保持されることとなり、X染色体を1本しか持たないオスも3色型色覚を有するようになった。これによって、第3の錐体細胞が「再生」された。
ヒトにおいては4種類の錐体細胞を持った4色型色覚の女性が生まれうる。世界の女性の2～3%は4色型色覚であると発表されている。だが別の研究によれば女性で50%、男性で8%もの人々が4色の光色素を持つだろうという。いずれにせよ、ヒトにおける4色型色覚の実態は解明しきれていない。
4色型色覚とされるヒトは、英国では2人確認されている。一人は1993年の研究で、"Mrs. M"と呼ばれるソーシャルワーカー。もう一人は医師のSusan Hoganである。世界中の人々の間での錐体色素遺伝子の変異は広範に及ぶが、最も一般的かつ顕著な4色型色覚は、色覚異常としてよく見られる赤緑色素の変異（赤色色弱）の女性キャリアと考えられる。これはX染色体の不活性化によってL錐体が色弱であるものとそうでないものが混合することで起こる。

### 5色型色覚
5色型色覚（5しょくがたしきかく）とは色情報を伝えるために5つの独立したチャンネルを持つ状況をいう。5色型色覚を備えた生物はpentachromatsと呼ばれる。これらの生物については、任意の光に対して同じ知覚影響を与える5つの異なる純粋なスペクトルの光の混合色を作ることができる。
5色型色覚の脊椎動物は、網膜が異なる吸収スペクトルを備えた5種類の錐体細胞を含む。実際には、異なる光強度では異なるタイプの錐体細胞が活発になる可能性もあるので、5種類を超える受容器があるかもしれない。
ある種の鳥と蝶は、目に5つ以上の種類の色受容器を持っており、機能的に5色型色覚であることの精神物理学的な証明は困難であるが、5色型であると考えられている。4色型色覚についてと同様に、第二色弱（緑色弱）と第一色弱（赤色弱）の両方の遺伝子を持つ女性が、後には赤と緑の不十分な錐体細胞が失われるものの、出生時には5つの異なるタイプの色を感じる錐体細胞を持つことが示唆されている。

## 様々な生物の色覚

### 脊椎動物
脊椎動物には、色覚を持つものが多いが、色覚が弱いものや、全く持たないものも少なくない。脊椎動物の色覚は、網膜の中にどのタイプの錐体細胞を持つかによって決まる。魚類、両生類、爬虫類、鳥類には4タイプの錐体細胞を持つものが多い（4色型色覚）。よってこれらの生物は長波長域から短波長域である近紫外線までの色を認識できるものと考えられている。
哺乳類
哺乳類の祖先である古代の爬虫類は4色型であったが、哺乳類の多くは2色型色覚か、色覚を持たない（実は色覚を持っているがその感度が低い）というものも多い。2億2500万年前に最古の哺乳類のアデロバシレウスが出現した。中生代の哺乳類は夜や暗い所で活動することが主であったため、わずかな光でも見えるよう桿体細胞が発達し、その代わりに2色型色覚になったり、色覚そのものを失ったとされる。従来、偶蹄目（ウシ、イノシシなど）は1色型色覚とされていたが、現在では2色型色覚を持つことが判明している。もっとも、2色型なので赤から緑にかけての色を見分けるのは難しいようである。また、食肉目（ネコ、イヌなど）も同様に色覚を持つことが近年分かったが、その感度が弱いためにあまり利用されてはいないと考えられている。
霊長類の狭鼻下目（ヒトのほか、チンパンジー、オランウータン、ニホンザルなどを含む）が広鼻下目から分岐したのは3000-4000万年前と言われている。ほとんどの哺乳類は錐体細胞を2タイプ（2色型色覚）しか持たない。哺乳類の祖先は4タイプ全ての錐体細胞を持っていたが、初期の哺乳類は主に夜行性であったため、色覚は生存に必須ではなかった。結果、4タイプのうち2タイプの錐体細胞を失い、青を中心に感知するS錐体と赤を中心に感知するL錐体の2錐体のみを保有するに至った。これは赤と緑を十分に区別できないいわゆる赤緑色覚異常の状態である。ヒトを含む旧世界の霊長類（狭鼻下目）の祖先は、約3000万年前、X染色体にL錐体から変異した緑を中心に感知する新たなタイプの錐体（M錐体）視物質の遺伝子が出現し、X染色体を2本持つメスのみの一部が3色型色覚を有するようになり、さらにヘテロ接合体のメスにおいて相同組換えによる遺伝子重複の変異を起こして同一のX染色体上に2タイプの錐体視物質の遺伝子が保持されることとなりX染色体を1本しか持たないオスも3色型色覚を有するようになった。3色型色覚は果実等の発見に有利だったと考えられる。
狭鼻下目のマカクザルに色覚異常がヒトよりも非常に少ないことを考慮すると、ヒトの祖先が狩猟生活をするようになったことで3色型色覚の優位性が低くなり、2色型色覚の淘汰圧が下がったと考えられる。色覚異常の出現頻度は狭鼻下目のカニクイザルで0.4%、チンパンジーで1.7%である。広鼻下目のヨザルは1色型色覚でありホエザルは狭鼻下目と同様に3色型色覚を再獲得している が、これらを除き残りの新世界ザル（広鼻下目）はX染色体を2本持つメスのみの一部が3色型色覚を有し、オスは全て色覚異常である。これは狭鼻下目のようなX染色体上での相同組換えによる遺伝子重複の変異を起こさなかったためである。
ヒトは上記のような初期哺乳類と霊長目狭鼻下目の祖先のX染色体の遺伝子変異を受け継いでいるため、M錐体を欠損したX染色体に関連する赤緑色覚異常が伴性劣性遺伝をする。男性ではX染色体の赤緑色覚異常の遺伝子を受け継いでいると色覚異常が発現し、女性では2本のX染色体とも赤緑色覚異常の遺伝子を受け継いでいる場合に色覚異常が発現する。なお、日本人では男性の4.50%、女性の0.165%が先天赤緑色覚異常で、白人男性では約8%が先天赤緑色覚異常であるとされる。
最近の研究では、有袋類には3色型色覚が広がっている可能性がある。
鰭脚類とクジラ類は1色型色覚である。
鳥類
鳥類では紫外線を、種や雌雄の識別、獲物の探知に利用している可能性がある。
爬虫類
哺乳類や鳥類へ分岐した過去の爬虫類は一般的に4色型色覚を持っていたようだが、現在の爬虫類では3色型や2色型、色覚を持たないものもいる。一部の亀にとっては独立した光が4つ存在しており、四色性である。この亀が持っている光受容器は広い範囲の波長を一様に吸収できるようになっているため、細胞自身に波長を区別する能力はない。しかし、特定の光が透過できる4種類の油で被膜しているため、色を区別できる。
両生類
色覚を持つものが多いが、一方で持たないものも多い。4色型色覚を持っているといわれているが、維持されているかどうかは不明である。
魚類
硬骨魚類では一般的に3色型の色覚を持つ。ある種の魚類は4種類の錐体細胞を持つ。したがって、4原色の色覚を持つと考えられている。

### 無脊椎動物
節足動物
昆虫は複眼で一般的に色覚を持つが、アリやカマキリは色覚を持たない。昆虫のほか、エビやカニなどは色覚を持つと認められている。
シャコは12種類の光受容細胞を持ち、動物界の中で最も多いが、12種類の色覚で混合色を作るわけではなく、それぞれの光受容細胞は対応する1色のみに反応すると考えられる。
軟体動物
オウムガイは、10種類の色覚を持つ。